# Salacia farquhari
Salacia farquhari är en nässeldjursart som först beskrevs av V.S. Bale 1924.  Salacia farquhari ingår i släktet Salacia och familjen Sertulariidae. Inga underarter finns listade i Catalogue of Life.